# Carlo Odescalchi
Padre Carlo Odescalchi S.J. (5 de março de 1785 — 17 de agosto de 1841) foi nobre, presbítero e prelado italiano da Igreja Católica. Colaborador próximo dos papas Pio VII e Gregório XVI, renunciou seus títulos para se tornar um jesuíta em 1838.

## Biografia
Dom Carlo nasceu no palácio de sua família, em Roma, o segundo filho varão de Valeria Caterina Giustiniani e Baldassare Erba-Odescalchi, duque de Sirmio e príncipe do Sacro Império Romano-Germânico. Pelo lado paterno, era sobrinho-trineto do Papa Inocêncio XI, sobrinho-neto do cardeal Benedetto Erba-Odescalchi (1713) e sobrinho do cardeal Antonio Maria Erba-Odescalchi (1759) . Pelo lado materno, era sobrinho do cardeal Giacomo Giustiniani (1826).
Após ser educado em casa por seu pai, Odescalchi estudou na Hungria, onde esteve com seus pais durante a ocupação francesa de Roma, de 1798 a 1800, e adquiriu doutorado em Direito Canônico e Civil em 1809. Recebeu a tonsura clerical em 1797 e, finalmente, foi ordenado presbítero em 31 de dezembro de 1808.
Ao conhecer José Pignatelli e com a restauração da Companhia de Jesus pelo Papa Pio VII, em 1814, Odescalchi passou a considerar a possibilidade de se juntar a eles, mas fracassou devido à insistência de sua irmã Vittoria, que queria viver próxima a ele e usou de sua influência com o Papa para convencê-lo a adiar sua entrada para um momento mais apropriado. No entanto, após o casamento de Vittoria, três anos mais tarde, o próprio pontífice decidiu mantê-lo próximo e o nomeou auditor papal.
Pio VII, depois de ser libertado dos franceses, enviou Odescalchi duas vezes em missões especiais a Olomuc: primeiro, em 1815, ao cardeal Antonín Colloredo-Waldsee, arcebispo daquela cidade; e segundo, em 1819, para presentear com o barrete púrpura ao cardeal Rodolfo de Habsburgo-Lotaríngia. De 1814 a 1820, Odescalchi serviu como vigário da Basílica de Latrão, auditor da Rota Romana para a Áustria, auditor papal e cônego da Basílica de São Pedro.
Em 10 de março de 1823, o Papa nomeou Odescalchi arcebispo de Ferrara e o fez cardeal-presbítero com o titulus de Santos Doze Apóstolos. Ele recebeu a sagração episcopal no dia 25 de maio seguinte, das mãos do cardeal Giulio Maria della Somaglia, bispo de Óstia e de Velletri, o qual foi assistido pelos também cardeais Giuseppe della Porta Rodiani, patriarca latino titular de Constantinopla, e Lorenzo Girolamo Mattei, patriarca latino titular de Antioquia. Dessa forma, ele participou do conclave que aconteceu naquele ano, e que elegeu o Papa Leão XII.
Odescalchi serviu como legado papal na abertura da Porta Santa na Basílica de Latrão para o ano-novo de 1825. Abdicou do governo pastoral de Ferrara em 2 de julho de 1826 e, três meses depois, foi nomeado presidente da Congregação para Bispos e Religiosos. Participou dos conclaves de 1829 e de 1831, que elegeram, respectivamente, Pio VIII e Gregório XVI.
Nos anos que se seguiram, assumiu diversos cargos cardinalícios: optou pela ordem dos cardeais-bispos e assumiu a Diocese Suburbicária de Sabina (que ele renunciou junto com o cargo de prefeito de Bispos e Regulares em 30 de novembro de 1838); arcipreste da Basílica de Santa Maria Maior (1832-1834); vice-chanceler da Santa Igreja Romana (1833-1834); comendatário de São Lourenço em Dâmaso (1833-1834); vigário-geral de Roma (1834-1838); presidente da Congregação para a Residência dos Bispos (1834-1838); presidente da Visita Apostólica Extraordinária (1834).
Em outubro de 1837, Odescalchi submeteu ao Papa Gregório XVI sua resignação de todos os seus cargos e títulos para entrar para a Companhia de Jesus, mas o pontífice recusou. Ele se celebrizou por assistir ao povo durante a epidemia de cólera que alastrou Roma por aquele tempo.
Em 31 de dezembro de 1837, Odescalchi presidiu à ordenação presbiteral de Gioacchino Pecci, o futuro Papa Leão XIII. Em 1838, nomeado grão-prior da Ordem Soberana e Militar de Malta, pediu novamente para abdicar de todos os seus cargos ao Papa, que, diante dessa situação incomum, organizou uma comissão de cardeais para estudar seu pedido. A comissão o aconselhou a aceitá-lo e assim foi feito no consistório de 30 de novembro de 1838. Finalmente, no início do mês seguinte, Odescalchi tornou-se noviço da Companhia de Jesus e fez sua profissão religiosa em 2 de fevereiro de 1840. Depois, ele conduziu uma atividade missionária no norte da Itália.
Odescalchi faleceu precocemente aos 56 anos de idade, na manhã de 17 de agosto de 1841, numa escola jesuíta em Módena. Seu corpo foi exposto e sepultado na igreja de São Bartolomeu, anexa à dita escola. A correspondência posterior à sua morte sugere que muitos o consideravam um santo.
Em 31 de março de 1927, houve o reconhecimento canônico de seus restos mortais e seu processo de beatificação permanece aberto.